# Hellmuth Swietelsky
Hellmuth Swietelsky (* 23. März 1905 in Traiskirchen (Niederösterreich); † 23. Februar 1995 in Zell am See) war ein österreichischer Unternehmer und Bautechniker.

## Leben
Swietelsky ist der Gründer eines der größten privaten Bauunternehmen Österreichs. Am 15. März 1933 trat er der NSDAP bei (Mitgliedsnummer 1.456.963). Er gründete die Firma Swietelsky im Jahr 1936 in Gmunden in Oberösterreich. Seine Firma profitierte während der Herrschaft des Nationalsozialismus von „Arisierungen“ und NS-Zwangsarbeit.
Swietelsky war auch im öffentlichen Bereich tätig, so war er Ehrenpräsident der österreichischen Gesellschaft für Straßenbau. Vom ÖAMTC war er Gründungsmitglied.
Im Jahr 1978 wurde Swietelsky Ehrensenator der Technischen Universität Wien.